# Йозеф Кратохвіл (футболіст)
Йозеф Кратохвіл (чеськ. Josef Kratochvíl, 9 лютого 1905 — 8 липня 1974) — чехословацький футболіст, що грав на позиції лівого нападника. По завершенні ігрової кар'єри — тренер.
Виступав, зокрема, за клуби «Славія» та «Кладно», а також національну збірну Чехословаччини. Триразовий чемпіон Чехословаччини.

## Клубна кар'єра
У дорослому футболі дебютував 1923 року виступами за команду клубу «Славія», в якій виступав до . Став фіналістом Середньочеського кубка у 1923 році. У 1925 році став чемпіоном першого розіграшу професіональної футбольної ліги в країні. Зіграв у тому сезоні 9 матчів і забив 4 голи.
Протягом 1926—1927 років захищав кольори команди клубу «Кладно».
Після цього повернувся у 1927 році до «Славії». Цього разу відіграв за празьку команду наступні два сезони своєї ігрової кар'єри. За цей час додав до переліку своїх трофеїв ще два титули чемпіона Чехословаччини. У 1929 році став з командою фіналістом кубка Мітропи.
Посеред сезону 1929/30 років перейшов до команди «Тепліцер». Влітку 1930 року у складі «Славії» брав участь у міжнародному турнірі кубку Націй. Команда стала фіналістом змагань, хоча у самому фіналі Кратохвіл не зіграв, бо у півфінальній грі проти австрійського клубу Ферст Вієнна (3:1) отримав травму. В складі «Славії» загалом зіграв 399 матчів і забив 121 гол.
Завершив професійну ігрову кар'єру у клубі «Кладно», у складі якого вже виступав раніше. Прийшов до команди 1930 року, захищав її кольори до припинення виступів на професійному рівні у 1932.
Мав репутацію дуже жорсткого і безкомпромісного гравця, а також вважався майстром виконання штрафних ударів.

## Виступи за збірну
1925 року дебютував в офіційних матчах у складі національної збірної Чехословаччини. Протягом кар'єри у національній команді, яка тривала 6 років, провів у формі головної команди країни 20 матчів, забивши 4 голи.
У складі збірної був у заявці під час футбольного турніру на Олімпійських іграх 1924 року у Парижі.

## Кар'єра тренера
Розпочав тренерську кар'єру, повернувшись до футболу після невеликої перерви, 1936 року, очоливши тренерський штаб клубу «Кладно». Досвід тренерської роботи обмежився цим клубом.
Помер 8 липня 1974 року на 70-му році життя.

## Титули і досягнення
- Чемпіон Чехословаччини (2):

«Славія»: 1925, 1928–1929, 1929–1930
- Фіналіст Кубка Мітропи (1):

«Славія»: 1929
- Фіналіст кубка Націй: (1):

«Славія»: 1930
- Володар Середньочеського кубка (2):

«Славія»: 1927, 1928